# Monte Alegre do Piauí
Monte Alegre do Piauí là một đô thị thuộc bang Piauí, Brasil. Đô thị này có diện tích 2417,854 km², dân số năm 2007 là 10336 người, mật độ 4,27 người/km².